# Ruta Nacional 174 (Argentina)

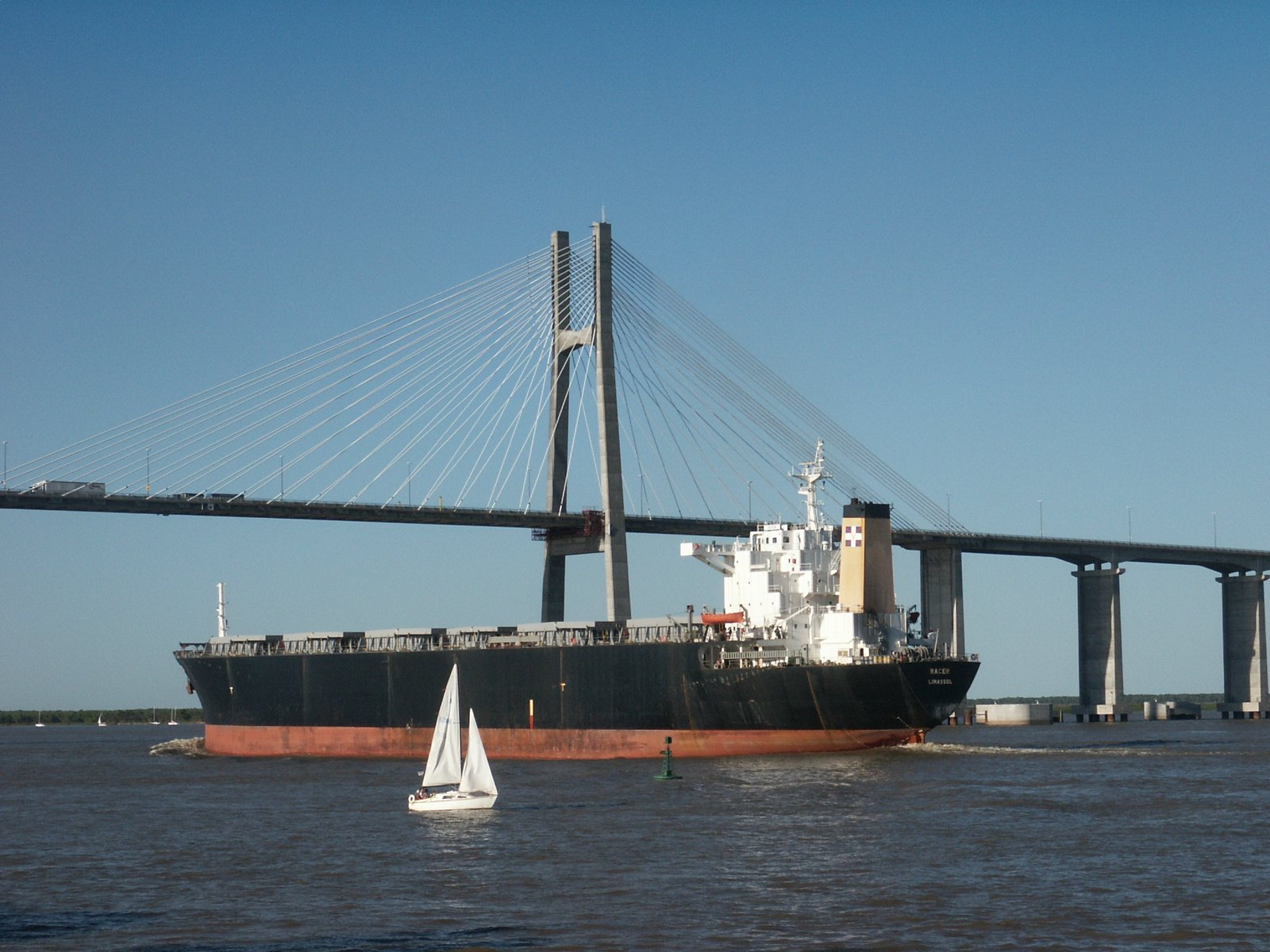
Puente Nuestra Señora del Rosario.

La Ruta Nacional 174 es una carretera argentina que une las provincias de Santa Fe y Entre Ríos. Desde que nace, en Rosario, hasta que muere, en Victoria, recorre 60 km, totalmente asfaltados en zonas anegadas, con numerosos puentes, siendo el principal atirantado el que cruza el río Paraná, de 608 m de extensión, cuyo nombre es Nuestra Señora del Rosario.
Esta ruta también se la conoce como Puente Rosario-Victoria o Conexión física Rosario-Victoria.
La obra comenzó el 24 de septiembre de 1998 y se abrió al tránsito el 22 de mayo de 2003. Tuvo un costo de 385 millones de dólares.
Esta construcción fue premiada como la Obra Vial del año 2003 por la Asociación Argentina de Carreteras, que nuclea a todas las provincias, empresas del sector y el Gobierno Nacional.

## Ciudades
Las ciudades de más de 5000 habitantes por las que pasa esta ruta de sudoeste a noreste son:

### Provincia de Santa Fe
Recorrido: 2 km (kilómetro 0 a 2)
- Departamento Rosario: Rosario (kilómetro 0)

### Provincia de Entre Ríos
Recorrido: 58 km (pK 2 a 60)
- Departamento Victoria: Victoria (km 60)